# Eleccions legislatives luxemburgueses de 1989
Les eleccions legislatives luxemburgueses de 1989 se celebraren el 18 de juny de 1989, per a renovar els 60 membres de la Cambra de Diputats de Luxemburg. Va vèncer el Partit Popular Social Cristià del primer ministre Jacques Santer, qui ocupà el càrrec fins al 1995.

## Resultats
| ← Eleccions legislatives luxemburgueses, 1989 → |                                                                          |      |            |        |            |
| Partit                                          | Partit                                                                   | %    | Diferència | Escons | Diferència |
|                                                 | Partit Popular Social Cristià (CSV)                                      | 31.7 | -02,8      | 22     | -3         |
|                                                 | Partit Socialista dels Treballadors (LSAP)                               | 27,2 | -6,4       | 18     | -3         |
|                                                 | Partit Democràtic (DP)                                                   | 16,2 | -2,5       | 11     | -3         |
|                                                 | Llista Iniciativa Ecològica                                              | ?    |            | 2      |            |
|                                                 | Partit Verd Alternatiu                                                   | ?    |            | 2      |            |
|                                                 | Comitè d'Acció per a la Justícia i la Democràcia dels Pensionistes (ADR) | 7,3  |            | 4      |            |
|                                                 | Partit Comunista de Luxemburg (KPL)                                      | 5,1  | +0,1       | 1      | -1         |
| Total                                           | Total                                                                    |      |            | 60     | —          |
| Font: Centre Informatique de l'État             |                                                                          |      |            |        |            |